# Nascar Cup Series
Nascar Cup Series är den högsta racingserien, sanktionerad av den amerikanska motorsportorganisationen National Association for Stock Car Auto Racing. Seriens historia kan dateras tillbaka till 19 juni 1949, då det första racet kördes på Charlotte Speedway, en 1,2 km lång dirttrackbana utanför Charlotte, North Carolina. Serien kör 36 deltävlingar i USA per år, och är öppen för deltagande för alla nationaliteter. Ännu har dock ingen icke-amerikan vunnit mästerskapet.

## Historia
Seriens förste mästare blev Red Byron med en Oldsmobile i ett eget team. Serien dominerades under perioder av familjen Petty, fadern Lee Petty vann tre titlar, medan sonen Richard Petty satte rekord med sju titlar i serien. År 1967 slog Richard Petty rekord i racesegrar med 27 stycken. Det unika var att han tog alla sju titlar i sitt eget team Richard Petty Enterprises. Han har även rekord i antal delsegrar under karriären, 200 stycken. Mot slutet av sin karriär fick Petty konkurrens av Cale Yarborough, som vann tre raka titlar 1974-1976. Tre raka titlar hade ingen tidigare tagit.
Efter en epok av dominans för Darrell Waltrip med titlar 1981, 1982 och 1985, blev Dale Earnhardt den nye superstjärnan. Earnhardt och hans nummer 3 Richard Childress Racing Chevrolet blev den mest kända kombinationen någonsin. Mot alla odds nådde Earnhardt 1994 den tidigare omöjliga gränsen med sju titlar i karriären. 1993 var en tragisk säsong för Nascar, då två storstjärnor avled i flygolyckor under säsongen: 1992 års mästare Alan Kulwicki och Davey Allison.
Jeff Gordon blev sedan stjärnan i slutet av 1990-talet, med fyra totalsegrar mellan 1995 och 2001. Hans team Hendrick Motorsports blev det ledande teamet i Nascar och vann sedan också tre raka titlar 2006, 2007 och 2008 genom Jimmie Johnson, som blev 2000-talets mest framstående förare under det första decenniet. År 2001 förolyckades Earnhardt i Daytona 500, vilket gjorde att ett antal säkerhetskrav på bilarna och banorna infördes. År 2008 introducerades en ny typ av bilstandard, Car Of Tomorrow, med bättre kraschstrukturer. Car Of Tomorrow har ett flertal gånger uppdaterats och är inne på sin sjätte generation som kommer att användas till och med 2021.

## Kalender och regler
Serien körs sedan 2001 i 36 omgångar under 10 månader med start i februari. 33 av loppen körs på renodlade ovalbanor i olika former, från den 800 meter långa Bristol Motor Speedway, till superovalerna Daytona International Speedway och Talladega Superspeedway. Två tävlingar avgörs på konventionella racerbanor (roadcourse) och ett lopp avgörs på en "roval", en kombination av ovalbanan och den inre roadcourse som finns på Charlotte Motor Speedway.
Serien är indelad i två segment sedan 2004. Först körs en 26 deltävlingar lång grundserie med en sammanlagd poängräkning för alla förare, där de tolv bästas poängskörd justeras till 5000 poäng plus 10 poäng extra för varje seger man har tagit under grundserien. Övriga förarna står kvar på sina poäng, och blir därmed chanslösa till slutsegern trots att de får vara med och tävla i alla deltävlingar. Slutspelsserien The Chase for the Sprint Cup körs över tio omgångar varje år, och man har samma poängsystem som i grundserien. Föraren som har flest poäng efter det 36:e och sista loppet är officiell mästare i Nascar.